# Kiriši
Kiriši (rusky Кириши) je město v Leningradské oblasti v Ruské federaci. Při sčítání lidu v roce 2010 mělo přes dvaapadesát tisíc obyvatel.

## Poloha
Kiriši leží na pravém břehu Volchova ve vzdálenosti 115 kilometrů jižně od Petrohradu, správního střediska celé oblasti.

## Dějiny
První zmínka o Kiriši je z roku 1693. V roce 1933 se Kiriši stalo sídlem městského typu a za druhé světové války bylo v podstatě zničeno.
Po obnovení bylo v roce 1965 povýšeno na město.